# Alberto da Veiga Simões

Alberto da Veiga Simões.

Alberto da Veiga Simões (Arganil, Arganil, 16 de dezembro de 1888 — Paris, 1 de dezembro de 1954) foi um escritor, jornalista, político, diplomata e historiador português. Enquanto embaixador em Berlim, assinou vistos que salvaram muitos judeus na II Guerra Mundial, até ser demitido por Salazar.

## Biografia
Licenciado em Direito pela Universidade de Coimbra, antes de enveredar pela carreira diplomática, na primeira década do século XX, integrou o Grupo de Coimbra, no qual se debatiam temas literários, políticos e artísticos, sendo as suas reuniões consideradas à época o centro germinador e propagador do Modernismo em Portugal. Durante esse período, fundou com Thomaz d’Alvim e Luiz Filipe a revista quinzenária A Farça, exercendo o cargo de diretor literário até à extinção da revista em 1910.
Em 1916 foi colocado na Amazónia brasileira. Devido ao seu prestígio como diplomata, foi Ministro dos Negócios Estrangeiros entre 1921 e 1922, num dos governos da Primeira República. Prosseguiu a carreira diplomática por diversas capitais estrangeiras, tendo passado à disponibilidade em 1940.
Serviu como ministro plenipotenciário de 1.ª classe em Berlim após 1933, até à sua demissão em 1940, acompanhando de perto as alterações no país e no regime nacional-socialista. Nutria grande desprezo pelo movimento nacional-socialista, visível em todos os seus ofícios, chegando a defini-lo como "união dos sem-trabalho para a conquista do poder". Foi afastado das funções que servia em 1940, alegadamente por ter comunicado aos franceses a data exacta do ataque alemão, sendo chamado por Salazar antes que o regime alemão exigisse medidas mais drásticas. Foi substituído nessas funções por Francisco José Nobre Guedes, figura de proa da ala mais fascizante e germanófila do regime português.
Foi homenageado com um busto em bronze, da autoria do escultor Aureliano Lima, sobre um alto pedestal de granito, inaugurado em Arganil em 1976.
O seu nome consta na lista de colaboradores da revista Terra portuguesa  (1916-1927).
A 4 de agosto de 1990, foi agraciado, a título póstumo, com o grau de Grã-Cruz da Ordem do Infante D. Henrique.

## Obras
- Homenagem ao poeta Vasco Vidal: do seu maior admirador e amigo (1900);
- Plágios (1904);
- Theresita (1904);
- Mitockris (1908);
- Sombras: peça em 3 actos (1909);
- A nova geração: estudo sobre as tendências actuaes da litteratura portuguesa (1911);
- Elegia da lenda: livro das saudades (1912);
- Dàquem & dàlem mar: Portugal & a Amazónia: estudo de política económica (1916);
- Interesses portugueses na Amazónia (1917);
- A crise europeia e os problemas actuais da política comercial portuguesa  (1930);
- Les nouvelles orientations de la politique économique internationale (1932);
- La Flandre, le Portugal et les débuts du capitalisme moderne (1932);
- Portugal, o ouro, as descobertas e a criação do estado capitalista (1938);